# Joe Shuster
Joe Shuster   (Toronto, 10 de juliol de 1914 - Los Angeles, 30 de juliol de 1992) va ser un dibuixant de còmic canadenc, conegut per ser el co-creador, amb l'escriptor Jerry Siegel del personatge de còmic Superman, publicat per primera vegada a l'Action Comics nº1 (març de 1938)

## Biografia
Joseph Shuster va néixer a Toronto (Ontario, Canadà), fill d'immigrants jueus. El seu pare, Julius, era nascut a Rotterdam, Països Baixos, tenia una sastreria al districte de roba de Toronto i la seva mare, Ida, era nascuda a Kíev (Ucraïna). La seva família, inclosa la seva germana, Jean, vivia als carrers Bathurst, Oxford i Borden. L'any 1922, Julius Shuster figurava com a resident al 48 Major Street, i els anys 1923 i 1924 al 101 d'Oxford Street. Joe va assistir a les escoles públiques de Ryerson i Lansdowne (ara Ryerson Community School i Lord Lansdowne Junior Public Escola amb el Toronto District School Board). Un dels seus cosins era el còmic Frank Shuster de l'equip de comèdia canadenc Wayne and Shuster. També tenia un germà anomenat Frank.
El jove Joe treballava de repartidor de diaris pel Toronto Daily Star, i l'incipient jove artista buscava paper, que la família no podia permetre's. Va recordar l'any 1992:
| «              | Anava de botiga en botiga a Toronto i recollia el que llençaven. Un dia, vaig tenir la sort de trobar un munt de rotllos de paper pintat que no s'havien utilitzat i que van sobrar d'alguna feina. Les esquenes estaven en blanc, naturalment. Així que va ser una mina d'or per a mi, i vaig tornar a casa amb tots els rotlles que vaig poder portar. Vaig seguir utilitzant aquest fons de pantalla durant molt de temps. | » |
| — Joe Shuster, | |   |

En algun moment el 1924, quan Shuster tenia 9 anys o 10, la seva família es va traslladar a Cleveland, Ohio. En una entrevista de 1992, en la qual va utilitzar el futur nom de la nova editorial, va dir que les dues tires de mostra no eren les que finalment es van publicar:
| «              | Un es va dibuixar en paper d'embolcall marró i l'altre es va dibuixar a la part posterior del fons de pantalla de Toronto. I DC els va aprovar, així! És increible! Però DC va dir: "Ens agraden les teves idees, ens agraden els teus guions i ens agraden els teus dibuixos". Però si us plau, copieu les històries amb ploma i tinta en un bon paper. Així que vaig aconseguir que la meva mare i el meu pare em prestessin els diners per sortir a comprar un paper decent, el primer paper de dibuix que vaig tenir, per tal de presentar aquestes històries correctament a DC Comics. | » |
| — Joe Shuster, | |   |

## Creació de Superman

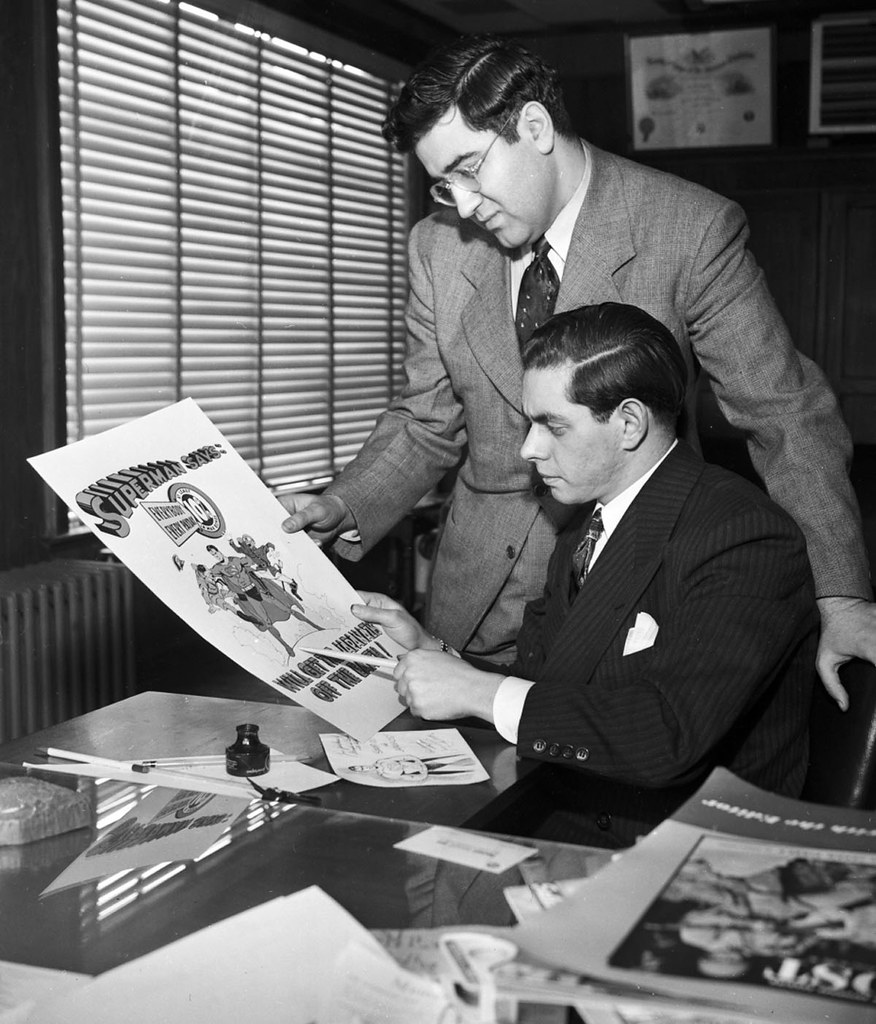
Jerry Siegel i Joe Shuster el 1942

Siegel i Shuster van utilitzar una primera versió del personatge que es convertiria en Superman un dolent calb, telepàtic, decidit a dominar el món, com a personatge principal del conte "The Reign of the Superman", publicat a Siegel's el 1933. La història no va tenir èxit i el personatge no es va tornar a utilitzar. Finalment, Siegel va tornar a utilitzar el nom The Superman per a un nou personatge que es va convertir en un dels superherois més famosos de tots els temps.
Shuster va modelar l'heroi agafant com a model l'actor Douglas Fairbanks Sr., i va modelar el seu alter ego amb ulleres, Clark Kent, amb una combinació de Harold Lloyd i el mateix Shuster, amb el nom de "Clark Kent" derivat de les estrelles de cinema Clark Gable i Kent Taylor. Lois Lane es va inspirar en Joanne Carter, una model contractada per Shuster. (Més tard es va casar amb el co-creador Jerry Siegel el 1948). També es creu que els orígens de Siegel i Shuster com a fills d'immigrants jueus van influir en el seu treball. Timothy Aaron Pevey va argumentar que van crear "una figura d'immigrant el desig de la qual era encaixar a la cultura nord-americana com a nord-americà", cosa que Pevey considera que té un aspecte important de la identitat americana.
Siegel i Shuster van començar una recerca de sis anys per trobar un editor. Titulant el personatge The Superman, Siegel i Shuster el van oferir a Consolidated Book Publishing, que havia publicat un llibre de còmics en blanc i negre de 48 pàgines titulat Detective Dan: Secret Operative número 48. Siegel i Shuster van comparar aquest personatge amb Slam Bradley, un aventurer que la parella havia creat per a Detective Comics número 1 (març de 1937). Tot i que el duet va rebre una carta encoratjadora, Consolidated no va tornar a publicar còmics. Shuster estava angoixat pel rebuig i, segons diferents relats, va cremar totes les pàgines de la història, i la portada va sobreviure només perquè Siegel la va salvar del foc, o va trencar la història a trossos, amb només dos esbossos de portada restants.
El 1938, la proposta llangueix entre d'altres a More Fun Comics, publicat per National Allied Publications, el principal precursor de DC Comics. L'editor Vin Sullivan el va escollir com a portada del Action Comics número 1 de National (juny de 1938). L'any següent, Siegel & Shuster van iniciar la redifusió de premsa de Superman (tira còmica).
A la primera aparició de Superman, el seu alter ego, Clark Kent treballava pel diari Daily Star, anomenat així per Shuster pel seu antic lloc de treball a Toronto. Quan la tira còmica va rebre la distribució internacional, la companyia va canviar permanentment el nom a Daily Planet. En una entrevista feta pocs mesos abans de la seva mort, va dir que va crear la ciutat de Metropolis basant-se en la seva antiga ciutat natal.
Com a part de l'acord que va veure Superman publicat a Action Comics, Siegel i Shuster van vendre els drets del personatge a canvi de 130 dòlars i un contracte per subministrar material a l'editor.
A causa de dificultats financeres, Wheeler-Nicholson havia format una corporació amb Harry Donenfeld i Jack Liebowitz anomenada Detective Comics, Inc. Va ser sota el segell de DC que Action Comics' '#1 (data de portadad juny de 1938) es va publicar. Una sèrie de fusions i canvis de nom van donar com a resultat que l'editor es convertís en National Periodical Publications, i després, el 1977, DC Comics (que era el seu sobrenom des de 1940).

###### Problemes legals
El 1946, prop del final del seu contracte de deu anys per produir històries de Superman, Siegel i Shuster van demandar a Detective Comics, Inc. perquè els anul·lés el contracte i recuperés els seus drets sobre Superman. L'any següent, la Cort Suprema de l'Estat de Nova York va decidir que l'editor havia comprat vàlidament els drets de Superman quan va comprar la primera història de Superman, dient que el duet s'havia "transferit a Detective Comics, Inc , tots els seus drets sobre la tira còmica Superman, inclosos el títol, els noms, els personatges i la concepció...".
Una sentència interlocutòria posterior va trobar que els drets de Superboy, tanmateix, pertanyien a Siegel. Detective Comics Inc. va pagar posteriorment a Siegel i Shuster 94.000 dòlars pels drets de Superboy i l'acord escrit del duet que reconeixia els drets de Superman pertanyia a l'editor.
Després, l'empresa va eliminar el nom de Shuster i Siegel de les històries de Superman.

## Carrera posterior
El 1947, l'equip es va unir a l'editor Sullivan, aleshores el fundador i editor de la companyia de còmics Magazine Enterprises on van crear l'efímera lluita contra el crim la còmica Funnyman. Shuster va continuar dibuixant còmics després del fracàs de Funnyman, encara que no se sap exactament què va dibuixar. L'historiador del còmic Ted White va escriure que Shuster va continuar dibuixant històries de terror als anys 50.
Shuster també va ser l'il·lustrador anònim de Nights of Horror, una sèrie de llibres de butxaca clandestina sadomasoquista fetitxe. El 1954, Nights of Horror va generar controvèrsia per la seva implicació en el judici dels Brooklyn Thrill Killers, on va ser al·legat per l'expert psiquiàtric i croat anti-còmics Fredric Wertham que la banda de líder havia llegit els llibres i que eren responsables dels seus crims. La sèrie Nights of Horror va ser confiscada i prohibida a l'Estat de Nova York, i finalment el cas va ser al Tribunal Suprem. Tanmateix, l'artista dels llibres no es va identificar mai en aquell moment. El 2004, Gerard Jones va revelar que Shuster havia dibuixat els llibres. L'afirmació va ser recolzada el 2009 per l'historiador de còmics Craig Yoe. Això es va basar en les similituds de personatges i la comparació de l'estil artístic entre les il·lustracions i les del repartiment dels còmics de Superman.
El 1964, quan Shuster vivia a Long Island amb la seva mare gran, es va informar que es guanyava la vida com a dibuixant independent; també estava "intentant pintar art pop —tires còmiques serioses— i esperava que eventualment promogués una exposició individual a una galeria elegant de Manhattan". En un moment donat, el seu empitjorament de la vista li va impedir dibuixar i va treballar com a repartidor per guanyar-se la vida. Jerry Robinson va afirmar que Shuster havia lliurat un paquet a l'edifici de DC, avergonyint els empleats. Va ser convocat al director general, li van donar cent dòlars i li van dir que comprés un abric nou i trobés una altra feina.